# Lucas Cano
Lucas Cano (Partido di José Clemente Paz, 9 maggio 1995) è un calciatore argentino, attaccante del Deportivo Táchira.

## Carriera
Ha esordito nella massima serie argentina con l'Argentinos Juniors nella stagione 2011-2012.